# Frische Clavier-Früchte
Con Frische Clavier-Früchte ci si riferisce a una raccolta di sette sonate di Johann Kuhnau.

## Storia
Pubblicate nel 1696 con il titolo Frische Clavier-Früchte, oder Sieben Suonaten von guter Invention und Manier, auff dem Claviere zu spielen (tedesco, Freschi frutti per tastiera, o sette sonate di buona invenzione e maniera, da eseguire su strumento a tastiera), la raccolta forma il terzo dei quattro gruppi di composizioni per strumento a tastiera pubblicati da Johann Kuhnau prima della sua nomina, nel 1701, a Cantor della Thomaskirche di Lipsia (le altre raccolte sono la prima e la seconda parte del Neue Clavier-Übung, pubblicate nel 1689 e nel 1692, e le Sonate Bibliche, una raccolta di sei sonate edita nel 1700).

## Struttura
Kuhnau stesso, nella prefazione della raccolta, fornì diverse informazioni su di essa. Le sonate, secondo Kuhnau, vennero composte di getto, una al giorno per una settimana. L'autore, inoltre, scrisse che le sue sonate avrebbero potuto sembrare meno "esotiche" rispetto alle musiche italiane o francesi all'epoca di moda, ma, continuò Kuhnau, molti buoni frutti crescono meglio nella propria patria che altrove.
Nelle sonate, saldamente nel solco delle teorizzazioni seicentesche sugli affetti, sono presenti praticamente tutti gli elementi tipici del periodo: pezzi in forma di invenzione, fughe, arie, recitativi e movimenti di danza. Oltre a queste caratteristiche, le sonate 1, 5 e 6 presentano anche forme embrionali di ritornelli.
La maggior parte delle sonate si conclude con un movimento di danza strutturato in maniera leggera e poco impegnativa, quasi allo scopo di riposare l'ascoltatore dopo i movimenti precedenti. La terza sonata, invece, termina con una giga dal tono burlesco. La sesta sonata è la più lunga, in quanto la ciaccona di apertura, sullo stile di quelle di Pachelbel e di Buxtehude, è da ripetere interamente al termine della sonata.
La Frische Clavier-Früchte fu la raccolta di Kuhnau che ebbe maggior successo: la quinta e ultima ristampa venne pubblicata nel 1724, a ben 28 anni di distanza dalla prima edizione.

## Le sette sonate

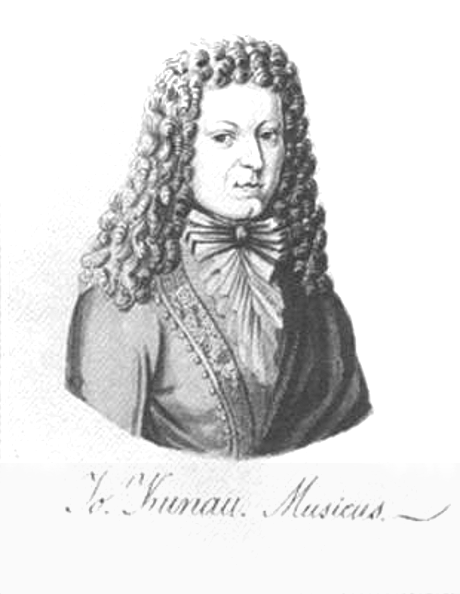
Johann Kuhnau.

1. Suonata Prima.
  1. (senza indicazione).
  2. Adagio.
  3. Allegro.
  4. (senza indicazione).
2. Suonata Seconda.
  1. (senza indicazione).
  2. Molto Adagio.
  3. (senza indicazione).
  4. Adagio.
  5. (senza indicazione).
3. Suonata Terza.
  1. (senza indicazione).
  2. Aria.
  3. (senza indicazione).
  4. Aria.
  5. (senza indicazione).
4. Suonata Quarta.
  1. Vivace.
  2. Adagio.
  3. (senza indicazione).
  4. (senza indicazione).
5. Suonata Quinta.
  1. (senza indicazione).
  2. (senza indicazione).
  3. (senza indicazione).
  4. (senza indicazione).
6. Suonata Sesta.
  1. Ciaccona.
  2. (senza indicazione).
  3. Vivace.
  4. (senza indicazione).
  5. Ciaccona da capo.
7. Suonata Settima.
  1. (senza indicazione).
  2. Adagio.
  3. (senza indicazione).
  4. (senza indicazione).